# Cal Pepa
Cal Pepa és una obra de Collbató (Baix Llobregat) protegida com a Bé Cultural d'Interès Local.

## Descripció
Edifici de planta quadrada, amb planta baixa i dos pisos. A la planta baixa es troben els serveis generals i una zona dedicada a botiga. A la façana, pintada en blanc, es veuen encara restes de pintura o ornaments de color vermellós. Aquest edifici està en un dels quatre carrers que configuren la població. A la part del darrere hi ha horts ben cultivats.